# Edward James Stone
Edward James Stone, född 28 februari 1833, London, England, död 6 maj 1897 i Oxford, England var en engelsk astronom. Han blev 1870 direktör för observatoriet vid Godahoppsudden och 1879 för observatoriet i Oxford. Hans arbeten redovisar bland annat undersökningar av stjärnornas egenrörelser och av solparallaxen samt framförallt av hans bestämningar av stjärnpositioner.

## Biografi
Stone var son till Edward och Sarah Stone. Utbildad vid City of London School, fick han ett stipendium vid King's College London, och 1856 ett annat vid Queens' College, Cambridge där han tog examen 1859 med högsta betyg i matematik (Wrangler) och antogs direkt som forskare vid sitt college. 
Följande år efterträdde han pastor Robert Main som chefsassistent vid Royal Greenwich Observatory och åtog sig genast den grundläggande uppgiften att förbättra astronomiska konstanter. Den viktigaste av dessa, solens medelparallax, var då föremål för stor osäkerhet. Han fick ett värde för parallaxen genom observationer av Mars 1860 och 1862. Han förfinade senare sin uppskattning genom att undersöka observationer av Venus transitering 1769. Han studerade också månparallaxen och bestämde månens massa och fick ett värde för nutationskonstanten.  
Vid Sir Thomas Maclears avgång 1870 utsågs han till Hennes Majestäts astronom vid Cape of Good Hope. Hans första uppgift vid starten av denna tjänst var att reducera och offentliggöra en stor mängd observationer som efterlämnats av hans företrädare, från en utvald del av vilken (de som gjordes 1856-1860) han sammanställde en katalog med 1 159 stjärnor. Hans huvudsakliga arbete var dock en katalog med 12 441 stjärnor ned till den 7:e magnituden mellan Sydpolen och södra 25°-deklinationen, som praktiskt var klar i slutet av 1878 och publicerades 1881.
Kort efter Mains död den 9 maj 1878 utsågs Stone till Radcliffe Observer i Oxford, och han lämnade Kapprovinsen den 27 maj 1879. Vid Oxford utvidgade han Kapobservationerna av stjärnor till den 7:e magnituden från södra 25°-deklination till ekvatorn och samlade resultaten i Radcliffekatalogen för 1890, som innehåller positionen för 6 424 stjärnor.
Stone observerade Venus transitering 1874 vid Kapprovinsen och organiserade regeringens expeditioner för motsvarande evenemang 1882. Han valdes till ordförande för Royal Astronomical Society (1882–1884), och han var den förste att inse vikten av de gamla observationer som samlats vid Radcliffeobservatoriet av Hornsby, Robertson och Rigaud. Han observerade framgångsrikt den totala solförmörkelsen den 8 augusti 1896 vid Novaja Zemlja, och avsåg en resa till Indien för förmörkelsen 1898, men dog oväntat vid Radcliffe Observatory. Antalet astronomiska publikationer han producerade överstiger 150, men hans renomé vilar främst på hans tidigare arbete i Greenwich och hans två stora stjärnkataloger - Capekatalogen från 1880 och Radcliffekatalogen från 1890.

## Hedersbetygelser
- Stone valdes till ledamot av Royal Society 1868.[6]
- Han tilldelades Royal Astronomical Societys guldmedalj 1869.